# Luigi Lanfranchi
Luigi Lanfranchi (1914.) je bivši talijanski hokejaš na travi.
Na hokejaškom turniru na Olimpijskim igrama 1952. u Helsinkiju je igrao za Italiju, koja je ispala u osmini završnice. 
S 38 godina bio je najstariji igrač u talijanskom sastavu.

## Vanjske poveznice
- Profil na Sports Reference.com  Arhivirana inačica izvorne stranice od 18. prosinca 2009. (Wayback Machine)